# Oratoire de Saint-François de La Valette
L'Oratoire de Saint-François est un oratoire baroque située dans la ville de La Valette, à Malte, qui est aujourd'hui utilisé pour des récitals de musique.